# Portrait de Gerda
Le Portrait de Gerda  est un  tableau expressionniste d'Ernst Ludwig Kirchner réalisé en 1914. Il appartient depuis 1953 à la collection du Musée Von der Heydt à Wuppertal.

## Description
L'œuvre est le portrait en buste d'une jeune femme qui est habillée à la mode urbaine des années 1910. Les contours du visage sont épais, la bouche est maquillée de rouge, le menton est ferme et les yeux fardés de noir. Les cheveux sont coupés court et on aperçoit une frange sur le front. Le chapeau noir est moderne, la veste a un col en fourrure et la blouse est jaune orange. La scène semble se situer près d'une scène de danse car on devine vaguement en arrière-plan un couple qui danse. En appliquant par empâtement des couleurs vives et contrastées, Kirchner restitue l'ambiance d'une salle de danse du Berlin des années 1910.
Le portrait représente Gerda Schilling la danseuse de boîte de nuit sœur d'Erna, compagne de Kirchner.

## Commentaires
- « …Les beaux corps  en forme de tige  de ces deux filles, bâtis de façon architecturale ont remplacé le corps saxon mou. [...] Elles éduquent mon sens de la beauté vers la conception de la beauté physique féminine notre temps.. »[1].
- « …Die schönen architektonisch aufgebauten strengförmigen Körper dieser beiden Mädchen lösten die weichen sächsischen Körper ab. […] Sie erziehen mein Schönheitsempfinden zur Gestaltung der körperlich schönen Frau unserer Zeit ».

À la fin de l'automne 1911, Kirchner est allé à Berlin, non seulement pour se confronter à la grande ville mais aussi avec l'intention d'y créer une école de peinture nommée  MUIM-Institut („Moderner Unterricht in Malerei“) avec Max Pechstein. Cette école a eu peu  de succès. En octobre 1911, Kirchner a fait la connaissance d' Erna et Gerda Schilling. Erna est devenue sa compagne.

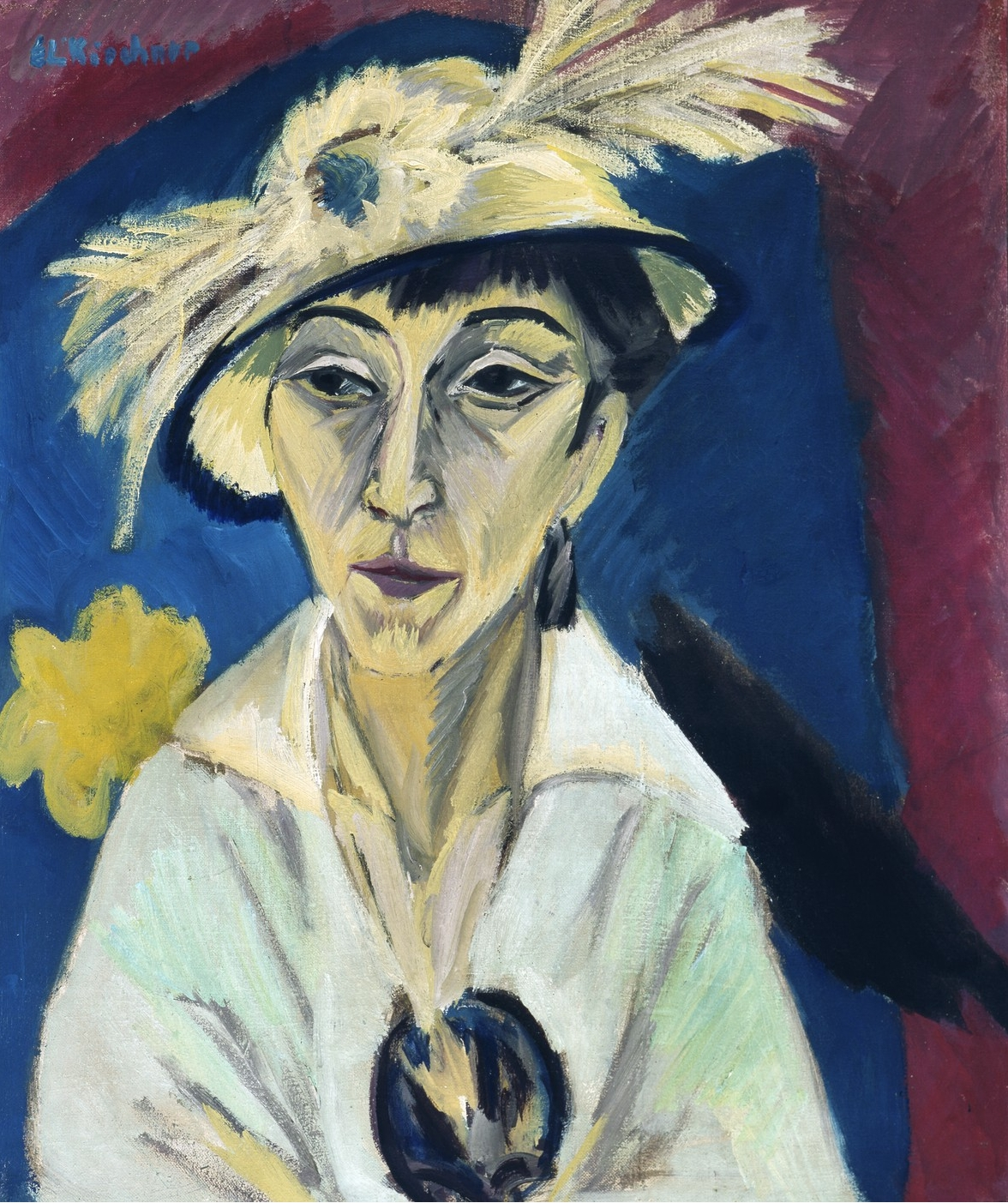
Portrait d'Erna Schilling, 1913